# Hoét lưng hung
Turdus eunomus là một loài chim trong họ Turdidae.